# Ryjkonos
Ryjkonos (Macroscelides) – rodzaj ssaków z podrodziny Macroscelidinae w obrębie rodziny ryjkonosowatych (Macroscelididae).

## Rozmieszczenie geograficzne
Rodzaj obejmuje gatunki występujące w południowej Afryce.

## Morfologia
Długość ciała (bez ogona) 85–115 mm, długość ogona 82–134 mm, długość ucha 17–32 mm, długość tylnej stopy 28–38 mm; masa ciała 19–43 g.

## Systematyka
Rodzaj zdefiniował w 1829 roku szkocki przyrodnik Andrew Smith w artykule zatytułowanym Wkład w historię naturalną Afryki Południowej, opublikowanym w czasopiśmie „The Zoological journal”. Gatunkiem typowym jest (oznaczenie monotypowe) ryjkonos krótkouchy (M. proboscideus).

### Etymologia
- Macroscelides (Macroscelis, Macrocelides): gr. μακροσκελής makroskelēs ‘długonogi’, od μακρος makros ‘długi’; σκελος skelos ‘noga’; -οιδης -oidēs ‘przypominający’[11].
- Eumerus: gr. ευ eu ‘drobny’; μηρος mēros ‘udo’[12]. Gatunek typowy (oznaczenie monotypowe): Macroscelides typus A. Smith, 1829 (= Sorex proboscideus Shaw, 1800).
- Rhinomys: gr. ῥις rhis, ῥινος rhinos ‘nos, pysk’; μυς mus, μυος muos ‘mysz’[13]. Gatunek typowy (oznaczenie monotypowe): Rhinomys juculus Lichtenstein, 1831 (= Sorex proboscideus G. Shaw, 1800).

### Podział systematyczny
Do rodzaju należą następujące gatunki:
| Grafika | Gatunek                     | Autor i rok opisu         | Nazwa zwyczajowa    | Podgatunki         | Rozmieszczenie geograficzne | Podstawowe wymiary                            | Status IUCN |
| ------- | --------------------------- | ------------------------- | ------------------- | ------------------ | --- | --------------------------------------------- | ----------- |
|         | Macroscelides flavicaudatus | Lundholm, 1955            |                     | gatunek monotypowy | endemit Namibii: pustynia Namib i Pro-Namib | DC: 9,4–10,9 cm DO: 9,8–13,1 cm MC: 22–39 g   | LC          |
|         | Macroscelides proboscideus  | (G.K. Shaw, 1800)         | ryjkonos krótkouchy | gatunek monotypowy | południowa Namibia, zachodnia Południowa Afryka (Prowincja Przylądkowa Północna, Zachodnia i Wschodnia) oraz skrajnie południowo-zachodnia Botswana; zakres wysokości: 0–1400 m n.p.m. | DC: 10,4–11,5 cm DO: 10,7–13,4 cm MC: 26–38 g | LC          |
|         | Macroscelides micus         | Dumbacher & Rathbun, 2014 |                     | gatunek monotypowy | endemit Namibii: formacja Etendeka na północ i południe od rzeki Huab; zakres wysokości: 340–860 m n.p.m.                                                                              | DC: 8,5–10 cm DO: 8,2–9,7 cm MC: 19–43 g      | LC          |

Kategorie IUCN:  LC  – gatunek najmniejszej troski.